# Mahmoud Shalaby (taekwondo)
Cet article concerne un taekwondoïste égyptien. Pour l'acteur palestinien, voir Mahmoud Shalaby.
Mahmoud Shalaby (en arabe : محمود شلبى), né le 15 janvier 1973, est un taekwondoïste égyptien.

## Carrière
Mahmoud Shalaby est médaillé d'or dans la catégorie des moins de 54 kg aux Jeux africains de 1991 au Caire. Il est ensuite médaillé de bronze dans la catégorie des poids coqs aux Championnats d'Afrique de taekwondo 1993 au Caire et médaillé d'or dans la catégorie des poids plumes aux Jeux panarabes de 1997 à Beyrouth.